# Зуха Батыр
Зуха Батыр (1868, Российская империя Семипалатинская область, Зайсанский уезд, аул Кендерлик — 1929, там же) — казахский лидер антиманьчжурского освободительного движения в первой половине XX века.

## Биография
Родился на Алтае, в Китае. Происходит из подрода ители рода абак-керей. В 1906 году совершил хадж в Мекку и Медину через Стамбул. Его дед Нурмухамед, получил образование в Бухаре и Уфе и был крупным знатоком ислама. Отец Сабит, (род. в 1823 г.) получил образование в Казани и знал несколько восточных языков.

## Восстание
По свидетельству аксакала Кыйзата ходжи, сына Зуха Батыра, Цзинь Шурен, правитель Синьцзяна, приказал убить его отца, так как тот пользовался исключительным уважением среди народов, проживавших в Синьцзяне, и возглавлял борьбу против китайцев и монголов, которым китайская местная администрация отдала казахские земли на Алтае. В 1929 году Зуха Батыра убили вместе с 54 людьми из его аула Кендерлик, Коктогай. Отрубленную голову Зуха Батыра поместили на шесте, который установили на мосту реки Иртыш в районе Сарысумбе на 40 дней. Казахи направили делегацию к китайцам, чтобы они выдали тело и голову Зуха Батыра для захоронения. По свидетельству Арыстана Тосуна, китайские власти заявили, чтобы к ним приехал Султаншарип Тайджи — старший сын Зуха Батыра. Казахские старшины решили не пускать Султаншарипа Тайджи на встречу и направили Чарьяздана, муллу в Сарысумбе. Шурен потребовал, чтобы казахи прекратили сопротивление, и покинули Алтай. Казахи сложили оружие, но китайцы создали невыносимые условия для жизни, и они под предводительством своего лидера Султаншарипа Тайджи решили перекочевать с Алтая в район Барколя, примерно в конце 1932 года. В июле 1937 года Султаншарип Тайджи вынужден был перекочевать с Барколя в Цинхай, где казахи оставались до 1948. В родные места на Алтае им никогда не удалось вернуться. Зуха Батыр похоронен в местечке Кендерлик, Коктогай, на Алтае, в СУАР (КНР).

## Семья
Дети: 12 сыновей и 7 дочерей.